# Vinterfodring af fugle
Vinterfodring af fugle er en gammel tradition i Danmark. Den vigtigste funktion er at trække fuglene tættere til vinduerne om vinteren, så man kan opleve glæden ved flotte fugle på nært hold.
Traditionelt har man brugt et fuglebræt eller placeret foderet direkte på jorden. Det er dog blevet mere og mere populært med forskellige foderautomater, så man kan styre, hvilke fugle man vil fodre, og så man kan holde øje med, hvor meget foder der er tilbage.
Som foder kan man benytte mange forskellige slags frø og fedtstoffer. Specielt er solsikkefrø velegnede til at tiltrække fugle (og egern), men det gælder også for fuglene at en alsidig og varieret kost sikrer, at de får de forskellige stoffer (byggesten), deres krop skal bruge. Vær dog opmærksom på at kun meget få arters maver kan nedbryde korn – så det er ikke så godt et foder.
Det kan også nævnes, at adgang til noget at drikke (vand) i haven gør den mere tiltrækkende for fuglene både sommer og vinter.